# Scotinella britcheri
Scotinella britcheri is een spinnensoort uit de familie van de Phrurolithidae.
De wetenschappelijke naam van de soort werd in 1910 als Phrurolithus britcheri gepubliceerd door Alexander Petrunkevitch.